# Tilia japonica
Tilia japonica är en malvaväxtart som först beskrevs av Friedrich Anton Wilhelm Miquel, och fick sitt nu gällande namn av Lajos von Simonkai. Tilia japonica ingår i släktet lindar och familjen malvaväxter. Inga underarter finns listade i Catalogue of Life.
Arten förekommer huvudsakligen i Japan med undantag av de små sydliga öarna. Dessutom hittas Tilia japonica i Kina i provinserna Anhui, Jiangsu, Shandong och Zhejiang. Den växer i låglandet och i bergstrakter upp till 2000 meter över havet. Arten ingår i lövskogar eller blandskogar som ofta domineras av Fagus crenata eller Quercus crispula.
Trä från Tilia japonica används bland annat för möbler samt byggkonstruktioner. Bast från innerbarken brukades tidigare för kläder. Med hjälp av trädets blommor och bin produceras honung.
För beståndet är inga hot kända. IUCN listar arten som livskraftig (LC).

## Bildgalleri

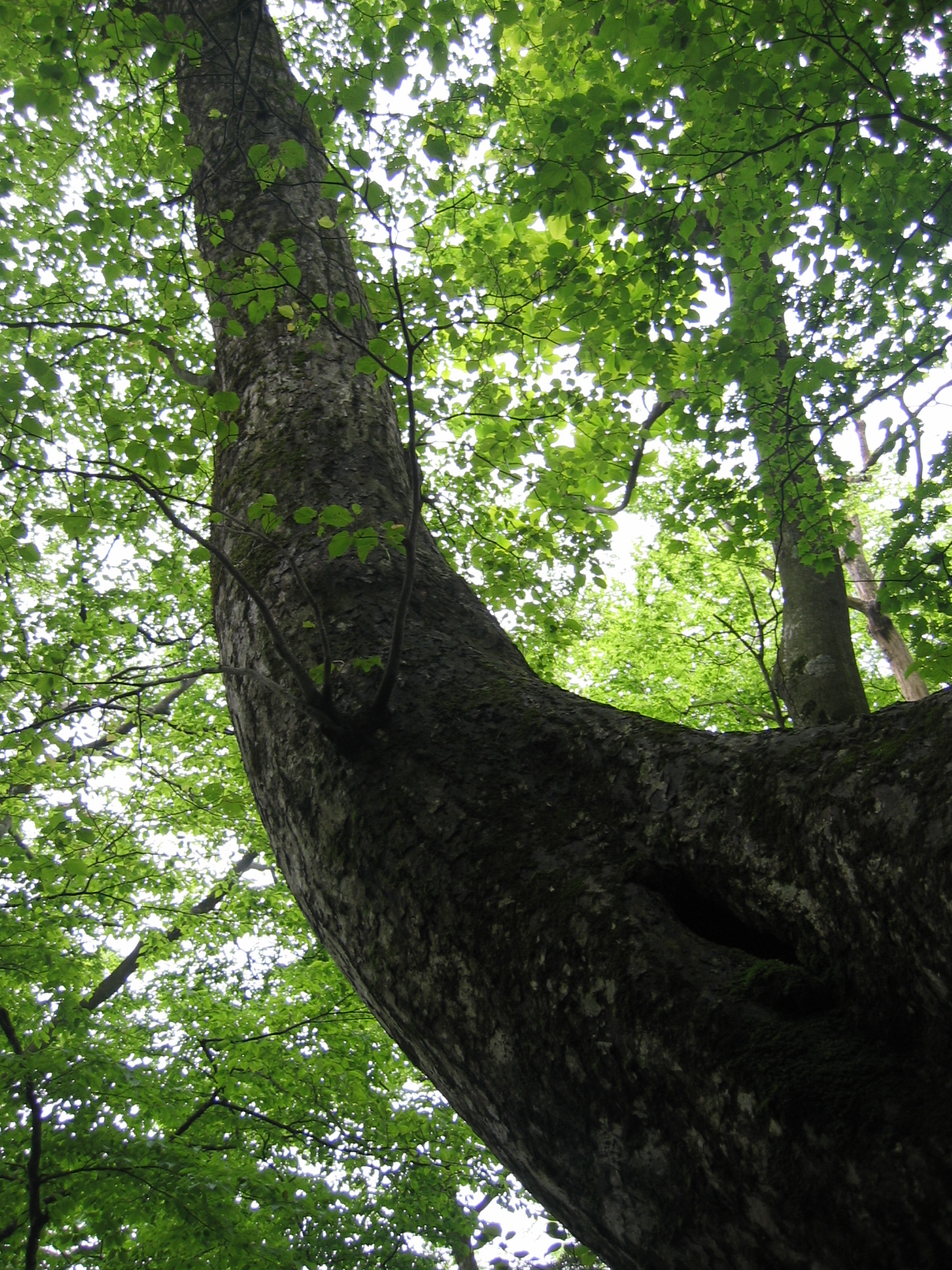